# Loën
Loën is een gehucht in Lieze (Lixhe), een deelgemeente van de Belgische stad Wezet (Visé) in de provincie Luik. Loën ligt ten westen van het dorpscentrum van Lieze, aan de westelijke kant van het Albertkanaal. Aan het kanaal staat de cementfabriek CBR Lixhe. Bij Loën liggen onder andere de kalksteengroeves Groeve Dierkx, Groeve CBR en Groeve Kreco.
Net ten noorden van Loën ligt de Côte de Hallembaye, een helling die in enkele wielerwedstrijden is opgenomen.
Deelgemeenten: Argenteau · Cheratte · Lieze · Richelle · Ternaaien · Wezet

Overige kernen: Klein-Ternaaien · Loën · Mons · Nivelle · Surisse · Wixhou

Belgische gemeenten · arrondissement Luik · provincie Luik · Wallonië